# Sở cẩm
Sở cẩm, tên tiếng Pháp là Commissariat de Police được thiết lập dưới thời Pháp thuộc. Cơ quan này bao gồm những cảnh sát của chính quyền Pháp tại các thành phố Việt Nam.
Sở cẩm có trách nhiệm là bảo vệ một xã hội xứ An Nam yên ổn và lề lối. Về an ninh, tổ chức này cũng có những hoạt động như dập tắt các cuộc nổi dậy, bắt bớ những người bất đồng chính kiến, áp giải những tù nhân chính trị.
Trong một sở cẩm, người Pháp thường giữ chức chánh cẩm, phó cẩm, còn người Việt Nam thì giữ các chức ký lục cũng như cảnh binh. Trong lúc thi hành nhiệm vụ, ngoài các ký lục ra mỗi viên cảnh binh luôn phải mặc đồng phục.